# エルブ・ド・プロヴァンス

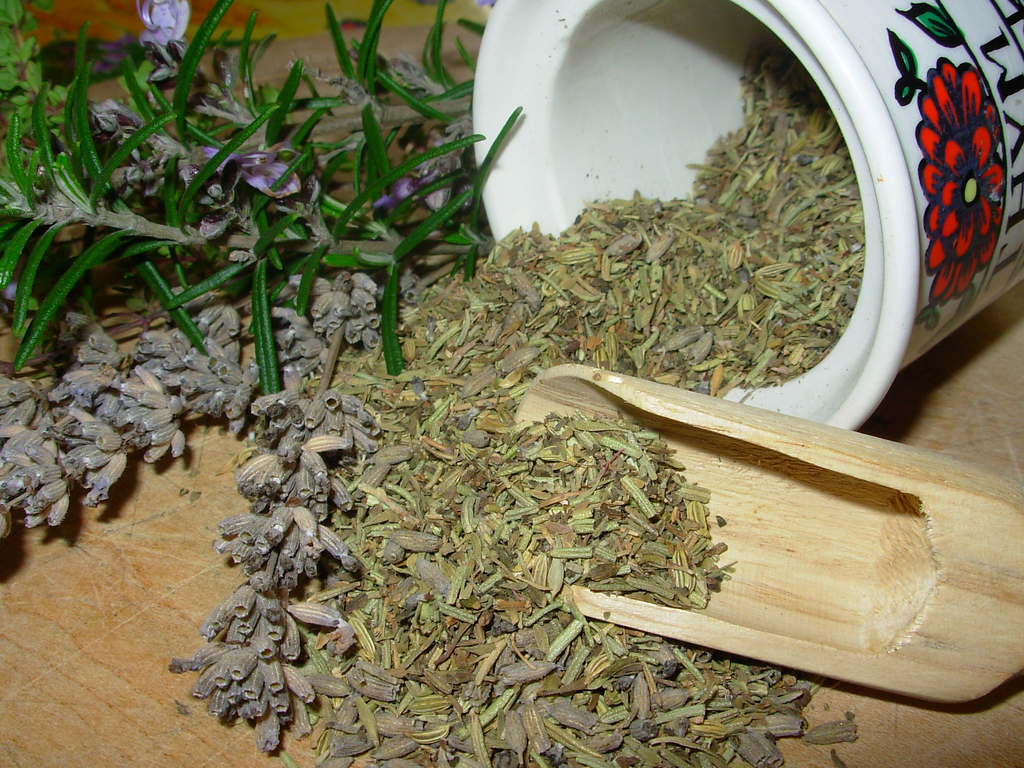
エルブ・ド・プロヴァンス

エルブ・ド・プロヴァンス(herbes de Provence)は、フランスのプロヴァンス地方で使われる様々なハーブをブレンドしたもの。プロヴァンス地方では古くから料理に使われていたが、一般に知られるようになったのは1970年代に入ってからで、よく使われるハーブをひと括りにしたものを特にエルブ・ド・プロヴァンスと呼び、他のハーブと区別するようになった。
通常セイボリー、フェンネル、バジル、タイム、ラヴェンダーの花等が含まれる。製造元により調合は異なるが、ことタイムの香りが際立つ配合になることが多い。
魚や肉を焼く際の香り付けや、シチュー等に加えられる。あらかじめ材料とあわせておくか、調理の最中に加える。あるいは調理油に混ぜておき料理に風味を移すこともある。一方、出来上がった料理に振りかけるというような使い方はしない。
他のハーブに比べて大きめの袋に入れて売られていることが多く、地元プロヴァンスでは他のハーブよりもずっと安く手に入る。
プロヴァンス料理は伝統的にたくさんのハーブを使い、かつて「プロヴァンスのハーブ、herbes de Provence」とは単にそうしたハーブの総称に過ぎなかった。今日のように決まった調合はなく、予めブレンドして売られることもなかった。

...the famous mixtures of herbes de Provence... were unknown to my Provençal grandmothers, who used, individually and with discernment, thyme, rosemary and savory gathered in the countryside.
(生粋のプロヴァンス人である祖母の時代には現在のエルブ・ド・プロヴァンスに相当するものはまだなかった。当時は地元で採れたタイム、ローズマリーやセイボリーをそれぞれ自分のさじ加減で調合して使っていた。)

フランスのDucros社（現McCormick & Company）をはじめとするスパイス業者がエルブ・ド・プロヴァンスを出来合いのブレンドにして売り出した1970年代以降は、ある程度ブレンドの内容が標準化され、現在の形が出来上がった。

## 参照
1. ↑  Laget, p. 138